# لیدیا بویلان
لیدیا بویلان (انگلیسی: Lydia Boylan؛ زادهٔ ۱۹ ژوئیهٔ ۱۹۸۷) دوچرخه‌سوار اهل جمهوری ایرلند است.
وی در مسابقات کشوری و بین‌المللی در مجموع برندهٔ ۲ مدال نقره شده‌است.